# Litsea rigidifrons
Litsea rigidifrons är en lagerväxtart som beskrevs av André Joseph Guillaume Henri Kostermans. Litsea rigidifrons ingår i släktet Litsea och familjen lagerväxter. Inga underarter finns listade i Catalogue of Life.